# Zentrales Kunstgutdepot

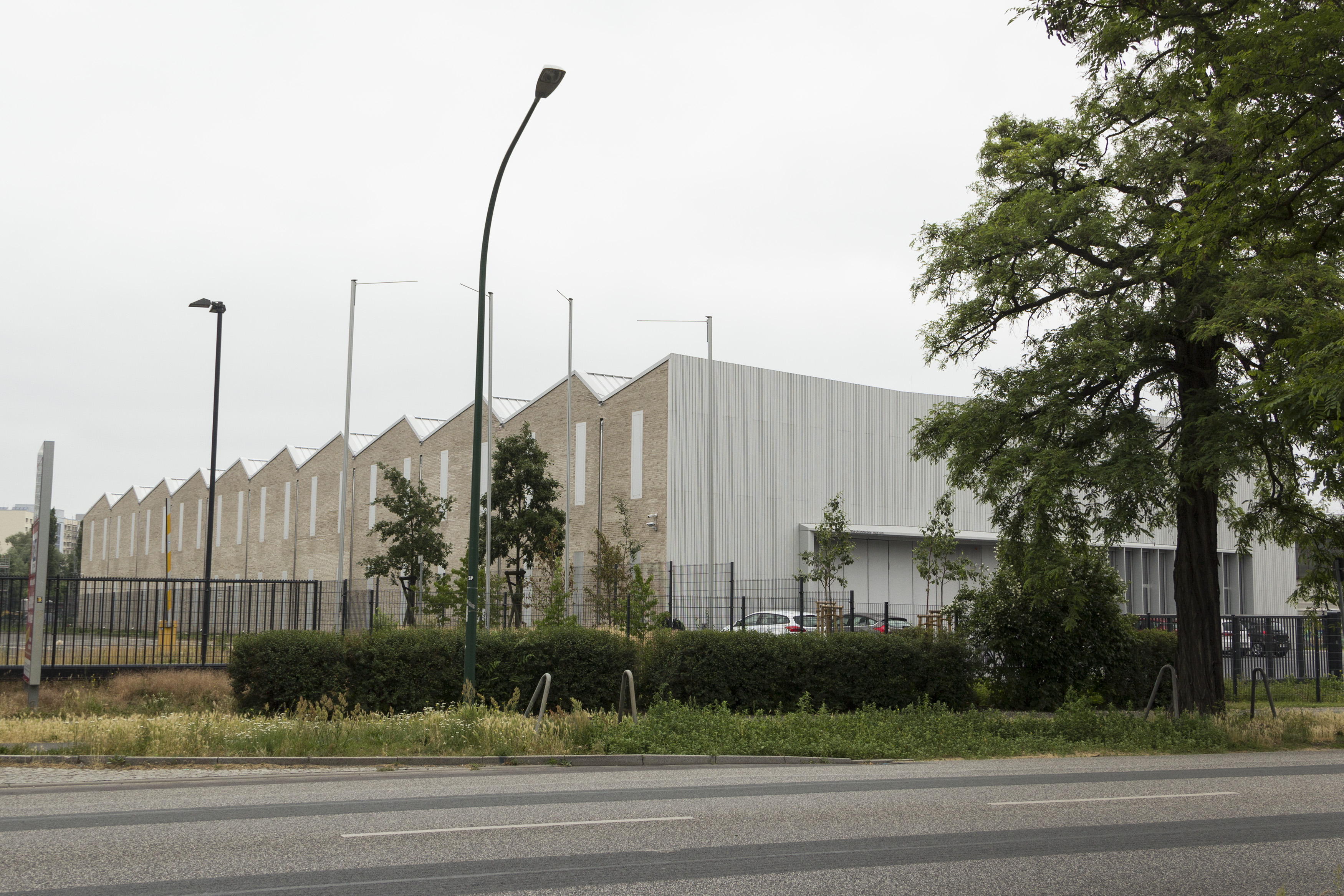
Zentrales Kunstgutdepot in Potsdam

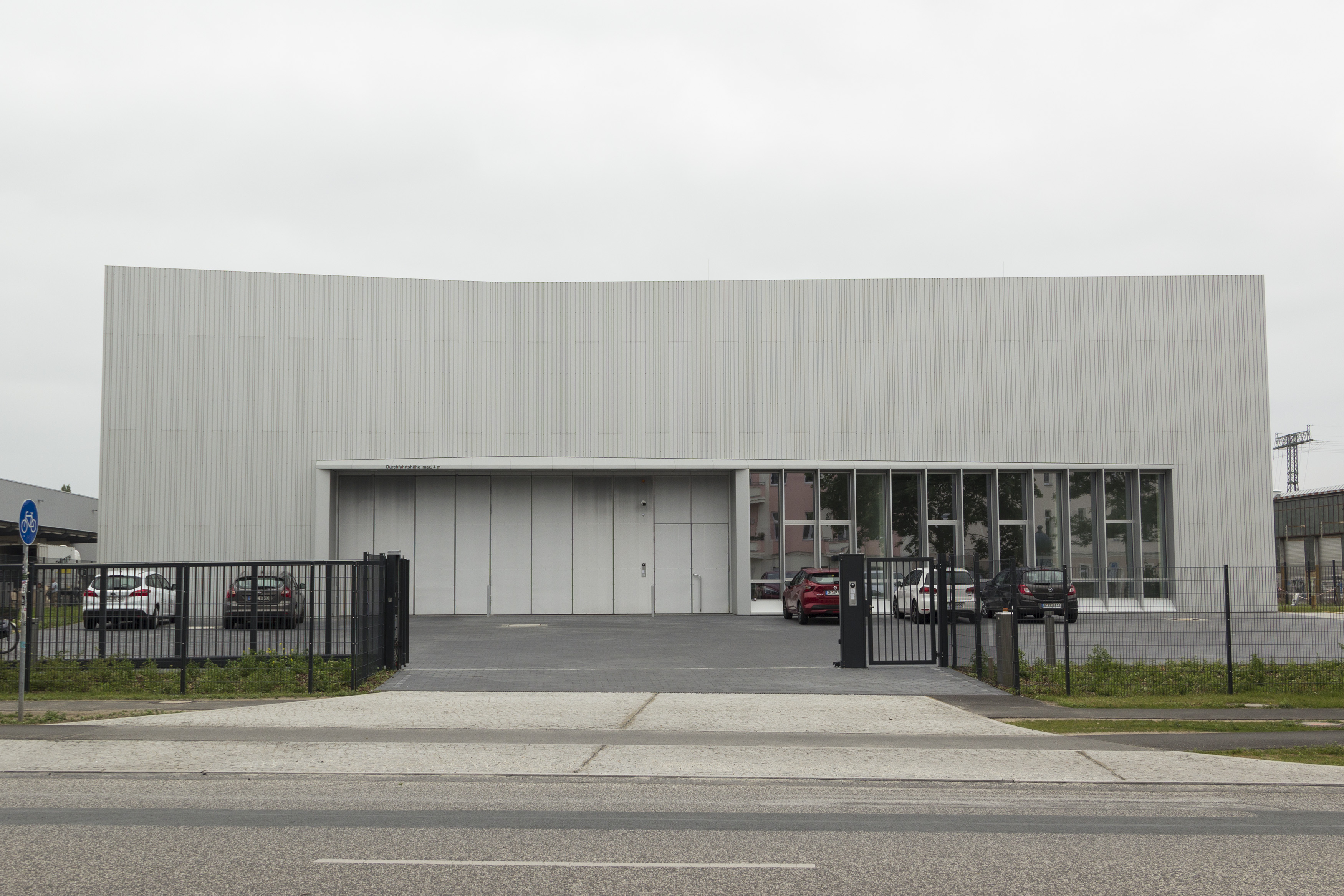
Einfahrt und Laderampe

Das Zentrale Kunstgutdepot (ZED) der Stiftung Preußische Schlösser und Gärten ist ein nicht öffentlich zugängliches Kunstdepot in der Südlichen Potsdamer Innenstadt, auf dem Gelände des ehemaligen Reichsbahnausbesserungswerks (RAW). Die Grundsteinlegung erfolgte im Juli 2016 und es wurde am 9. Mai 2018 offiziell der Nutzung übergeben. Das Gebäude kostete 12 Mio. Euro und wurde aus dem sogenannten Masterplan I zur Rettung bedeutender Denkmäler der Berliner und Potsdamer Schlösserlandschaft von der Bundesregierung und den Ländern Berlin und Brandenburg finanziert.
Im Depot werden ca. 28.000 Kunstgegenstände, Gemälde und weitere historisch wertvolle Objekte des früheren preußischen und deutschen Herrscherhauses der Hohenzollern aufbewahrt, die zuvor in mehreren Zwischenlagern nur notdürftig gelagert werden konnten.
Das Gebäude bietet auf zwei Etagen 5100 Quadratmeter Platz für das Inventar, welches von sehr unterschiedlichem künstlerischen und Marktwert ist und seine besondere Bedeutung für die historisch-wissenschaftliche Forschung hat.
Im Jahre 2024 wurden die im Kunstgutdepot zwischengelagerten Skulpturen in das nebenan neuerrichtete Zentrale Skulpturendepot der Stiftung ausgelagert.